# Солітаріо
Соліта́ріо (Myadestes) — рід горобцеподібних птахів родини дроздових (Turdidae). Представники цього роду мешкають в Америці і на Гаваях.

## Види
Виділяють дванадцять видів:
- Солітаріо північний, Myadestes townsendi
- Солітаріо бронзовокрилий, Myadestes occidentalis
- Солітаріо кубинський, Myadestes elisabeth
- Солітаріо рудогорлий, Myadestes genibarbis
- Солітаріо чорнощокий, Myadestes melanops
- Солітаріо панамський, Myadestes coloratus
- Солітаріо сірий, Myadestes unicolor
- Солітаріо андійський, Myadestes ralloides
- Камао, Myadestes myadestinus
- Оломао, Myadestes lanaiensis
- Омао, Myadestes obscurus
- Пуаїохі, Myadestes palmeri

## Етимологія
Наукова назва роду Myadestes походить від сполучення дав.-гр. μυα — муха і εδεστης — з'їдати.